# 発見!なるほどレストラン 日本のおいしいごはんを作ろう!
『食卓のぞき見バラエティ 潜入!ウワサの大家族』（しょくたくのぞきみバラエティ せんにゅう ウワサのだいかぞく）は、カンテレ（関西テレビ）制作・フジテレビ系列で2015年4月14日から2016年3月15日まで毎週火曜日 21:00 - 21:54（JST）にて放送されていたグルメ番組・バラエティ番組である。

## 概要
フジテレビ系の火曜21時台は1981年10月から1996年3月まで14年半にわたってクイズ番組『なるほど!ザ・ワールド』が放送され、同年4月から2015年3月まで『火曜21時枠の連続ドラマ』（通称：『火9』）が19年にわたって放送され、フジテレビのレギュラーにおける火曜21時台は初めて1時間枠になってから33年半にわたってフジテレビの制作枠が続いてきたが、フジテレビは2015年4月改編で火曜19 - 21時台のゴールデンタイムを大幅にリニューアルすることで、火曜21時台の連続ドラマ枠を廃枠とし、その放送枠を在阪準キー局の関西テレビに譲り、その第1弾として放送されるのが当番組である。関西テレビが19時 - 21時台に全国ネット番組を制作するのは、2007年1月にデータ捏造事件で打ち切られた『発掘!あるある大事典II』以来8年2か月ぶり。またフジテレビの火曜21時枠に関西テレビ制作番組が放送されるのは、1965年10月 - 1966年4月放送の単発30分ドラマ枠『松本清張シリーズ』以来実に49年ぶりで、「1時間番組」「バラエティ番組」では史上初であった。
当番組の開始により、フジテレビ系列の火曜21時から23時30分までの2時間半は関西テレビ制作枠となった。
2015年7月14日の放送から番組体裁をリニューアル、『発見!ウワサの食卓』と改題された。
2016年1月19日の放送から再度リニューアル、『潜入!ウワサの大家族』と改題された。
2016年3月15日の放送をもって終了。『なるほどレストラン』時代から数えて38回の放送だった。
同番組では、『日本サムスン』がメイン協賛をしており、この番組の準レギュラーである山田菜々を起用した「Galaxy」（スマートフォン）のオリジナルインフォマーシャルが放送されていた。
終了してわずか3ヶ月後の2016年6月28日には、火曜 22:00 - 23:24（JST）枠でスペシャルとして復活し、12月29日には、火曜 21:00 - 23:48（JST）に「年の瀬も大騒動スペシャル」が放送された。また、2017年7月4日には、火曜 21:00 - 22:48（JST）に『潜入!ウワサの大家族スペシャル』が放送された。2019年2月17日には、日曜 16:05 - 17:20（『日曜スペシャル』枠、JST）に『潜入!ウワサの大家族SP』が放送された。2020年1月2日には10ヶ月半振りのスペシャル（正月SPは初）を、木曜 22:00 - 23:30（JST）で放送された。また、この回を最後に不定期特番は事実上終了した。

### 『発見!なるほどレストラン』時代の体裁
番組は、日本の食文化をテーマとしたもので、とあるレストランを舞台に、オーナー（木村佳乃）とそれを切り盛りするギャルソン（後藤輝基）が全国各地の珍しい食材、また、まだ知られていない美味しい食材を求めて取材・紹介しながら、和風・洋風・中華などのジャンルを問わずにアレンジした料理を披露する。またその食材や料理に関する豆知識にも触れるという内容。オーナー役を務める木村は過去にも情報バラエティー番組のMC経験はあるが、ゴールデン（19 - 22時）の枠では、初めての料理バラエティー番組司会を務めていた。
番組内容は、二つのメニューの対決形式を廃し、番組一週分で一つのメニューを取り上げているという相違点を除いて、『どっちの料理ショー』に酷似しており、調理途中で食材をゲストに試食させたり、高級だったり入手困難だったりする食材を調達する経緯をVTRで紹介したりと、細かい演出までほぼそっくりに『どっちの料理ショー』を模倣したものになっている。無論対決形式ではないので、ゲストは完成したメニューを全員食べることが出来る。
なお、その形式は第6回放送までで、以降、インスタントラーメンを異ジャンルの名店がアレンジ、山手線駅のラーメンランキング、ご当地唐揚げ6店舗からNo.1決定戦、富山に新ご当地グルメを作ろう、などメイン企画が転々とした末、放送が1か月間途絶える。

### 『発見!ウワサの食卓』改題後の体裁
これまでの一つの食材・メニューにこだわる形式から大きく体裁を変えて、食にまつわる様々なトピックス「食のウワサ」（料理がメインだが、お掃除、ダイエットなど他のテーマを取り上げる場合もある）をいくつかのコーナーに分けて紹介する形とした。また4 - 6月期のメインだったアイデアレシピの紹介については料理のレシピづくりに悩む芸能人・著名人の下を平野レミ（タレント・料理研究家）が訪れて、アイデアレシピを伝授するコーナー「お助け!レミさん」のコーナーとしてリニューアルされている。

### 『潜入!ウワサの大家族』への再改題後の体裁
サブタイトルに「食卓のぞき見バラエティー」とついているが、番組開始当初のテーマであった料理番組的要素が薄くなり、タイトルにあるとおり「大家族」をテーマにした取材VTRで構成するものとなった。

## 出演者
MC
- 後藤輝基（フットボールアワー）
- 木村佳乃

レギュラー（常連客）
- 中山秀征
- 岩尾望（フットボールアワー）

ビデオレギュラー
- 平野レミ（2015年7月14日 - ）

## スタッフ

### レギュラー版（『発見!なるほどレストラン』〜『潜入!ウワサの大家族』）
- ナレーター：武田広、服部潤（共に2016年1月19日から）
- 構成：伊藤正宏、矢野了平、大井洋一、吉田明美（吉田→途中から）、小杉四駆郎、木村タカヒロ、田中淳也
- TP：深谷高史
- SW：藤本伸一
- CAM：上田軌行
- VE：高橋正直
- 音声：松原瑞貴
- 照明：曽我秀樹
- 美術：内藤佳奈子
- デザイン：別所晃吉
- 美術進行：林政之
- 大道具制作：斉藤隆史
- 大道具操作：佐藤隆弘
- アクリル装飾：下平唯治
- 電飾：白鳥雄一
- メイク：吉田みわ
- フードコーディネーター：尾身奈美枝
- デスク：杦本宜子
- 技術協力：ニユーテレス、ALTX、スタジオヴェルト（毎週）、MABU、プレゼンスクルー、四国東通、SWISHJAPAN、タイムリー、REC、fmt（週替り）
- 美術協力：フジアール、レモンスタジオ
- 編集：澤田直樹、長谷川賢太
- MA：小嶋雄介
- 音響効果：北澤寛之
- タイトルロゴ・CG：キャニットG
- リサーチ：フルタイム、スコープ（フル・スコ→途中から）、ジーワン
- 制作協力：ZIPPY、ロジックエンターテインメント、D：COMPLEX、メディアプルポ、SION（シオン→途中から）
- 編成：野村亙（カンテレ）
- 宣伝：安田宜義（カンテレ）
- 監修：久保明（医療法人社団湖聖会銀座医院）
- AD：楠本雄一朗、藤本智明、吉新崇、村山友佳子、小林泰、関谷倫寿、森山聡太、大宮佳之、安井堅吾、田邊恒平、鈴木麻貴奈、芝内竜成、山下達也、木全彩乃、渡辺温那（週替り）
- AP：角田忍（メディアプルポ、以前はプロデューサー）、山ノ内禎枝、福田真実子（メディアプルポ）、松本幸子・上田理永（以上ZIPPY）、松本あゆみ、梶山智未（週替り）
- FD：友岡伸介（カンテレ）
- ディレクター：竹本聡志・岡本圭太（以上メディアプルポ）、大塚太智（ZIPPY）、青柳剛・北嶋浩久（以上LOGIC）、長嶺望・冨田大介・本田学・金田勇樹・藤田博人（以上SION）、清水悠貴・山(上)本昌弘（以上D:COMPLEX）（週替り）
- 演出：田島与真（ZIPPY）、カワノリョウ（ZIPPY、ディレクター兼務）、田中慶（LOGIC）、夫馬教行（D:COMPLEX）、海野裕二（SION）、横山健一
- 総合演出：高橋諒太（カンテレ）、大喜多高志（メディアプルポ、以前はディレクター）
- プロデューサー：坂田佳弘（カンテレ、以前は総合演出兼務）、北條とも子（ZIPPY）、増村紀男（LOGIC）、長野聡（カンテレ）、古賀太隆（D:COMPLEX）、若松雅也（メディアプルポ、以前は演出）、金山美菜子・鈴木希巳江（以上SION）（週替り）
- チーフプロデューサー：東田元（カンテレ）
- 制作著作：カンテレ

#### 過去のスタッフ
- ナレーション：大塚芳忠（2015年4月14日から12月15日まで）、山田みほ（2015年4月14日から6月16日まで）、三石琴乃（2015年7月14日から12月15日まで）
- デザイン：寺本夏実
- 大道具制作：卜部徹夫
- 大道具操作：駒木幸廣
- アクリル装飾：石橋誉礼
- 電飾：森智
- 装飾：菊地誠
- 花装飾：藤生由紀
- 技術協力：ヴイ・ビジョンスタジオ、ティ・ピー・ブレーン、一光、ATC、J-crew、イメージランド、ファーストハンド
- 美術協力：フジマック、ホシザキ電機
- タイトルロゴ：浅海司
- CG：木村郁也
- TK：高木美紀（エーステレビ）
- 協力：武蔵野調理師専門学校
- 編成：山中厚史（カンテレ）
- AD：近寛子、荒木由圭、岡田聡一郎、片桐大貴、天本夏実、松田彩花、山本理恵
- AP：原田麻紀（LOGIC）
- ディレクター：相川武史、工藤恵司・濱野英典（以上ZIPPY）、川名良和・橋詰圭太（以上LOGIC）、小宮弘之・池田智（以上メディアプルポ）、清水順平

### レギュラー終了後の不定期特番（『潜入!ウワサの大家族』）
2020年1月2日放送分
- ナレーター：奥田民義、田中真弓
- 構成：加藤淳一郎、山形遼介
- 美術プロデューサー：林政之
- 美術進行：太田菜摘
- 大道具制作：斉藤隆史
- 大道具操作：佐藤隆弘
- 装飾：藤生由紀
- アクリル装飾：石橋誉礼
- 電飾：白鳥雄一
- 植木装飾：後藤健
- メイク：吉田みわ
- 衣装：宮澤愛
- デザイン：寺本夏実
- タイトルロゴ・CG：今野さと子
- 美術協力：フジアール
- TP：深谷高史
- SW：藤本伸一
- CAM：小林光行
- VE：水野博道
- AUD：松原瑞貴
- PA：石井俊二
- LT：曽我秀樹
- 編集：村松千宏
- MA：奴賀貴幸
- オフライン：伊東英剛、坂口雄祐
- 音楽効果：國安啓
- TK：藤井ひと美
- 技術協力：ニユーテレス、テレビ東京アート、ジーリンクスタジオ
- 衣装協力：きものパルワ、かづら清老舗、三松、みやび
- リサーチ：高木美嘉
- 編成：細川陽子（カンテレ）
- 宣伝：安田宜義（カンテレ）
- AP：佐々木亜季実（チリコンカン）
- AD：松本奈緒美、卜部将斗、阿部龍一郎、髙木春菜
- ディレクター：安井堅吾、後閑雄介、小八木敬三（SUNFLAP X1）、岡本将明、橋詰圭太、清田知宏（つくりて）、山本康太
- 演出・プロデューサー：田中慶（LOGIC）
- プロデューサー：川村徹也・長野聡（以上カンテレ）、富田好美（LOGIC）、熊澤謙一（つくりて）
- 協力：つくりて、チリコンカン
- 制作協力：ロジックエンターテインメント
- 制作著作：カンテレ(関西テレビ放送)

## ネット局と放送時間
| 放送対象地域   | 放送局                    | 系列                                         | 放送開始日    | 放送時間（JST）              | ネット状況 |
| -------------- | ------------------------- | -------------------------------------------- | ------------- | ---------------------------- | ---------- |
| 近畿広域圏     | 関西テレビ（KTV）         | フジテレビ系列                               | 2015年4月14日 | 火曜 21:00 - 21:54           | 【制作局】 |
| 関東広域圏     | フジテレビ（CX）          | フジテレビ系列                               | 2015年4月14日 | 火曜 21:00 - 21:54           | 同時ネット |
| 北海道         | 北海道文化放送（UHB）     | フジテレビ系列                               | 2015年4月14日 | 火曜 21:00 - 21:54           | 同時ネット |
| 岩手県         | 岩手めんこいテレビ（mit） | フジテレビ系列                               | 2015年4月14日 | 火曜 21:00 - 21:54           | 同時ネット |
| 宮城県         | 仙台放送（OX）            | フジテレビ系列                               | 2015年4月14日 | 火曜 21:00 - 21:54           | 同時ネット |
| 秋田県         | 秋田テレビ（AKT）         | フジテレビ系列                               | 2015年4月14日 | 火曜 21:00 - 21:54           | 同時ネット |
| 山形県         | さくらんぼテレビ（SAY）   | フジテレビ系列                               | 2015年4月14日 | 火曜 21:00 - 21:54           | 同時ネット |
| 福島県         | 福島テレビ（FTV）         | フジテレビ系列                               | 2015年4月14日 | 火曜 21:00 - 21:54           | 同時ネット |
| 新潟県         | 新潟総合テレビ（NST）     | フジテレビ系列                               | 2015年4月14日 | 火曜 21:00 - 21:54           | 同時ネット |
| 長野県         | 長野放送（NBS）           | フジテレビ系列                               | 2015年4月14日 | 火曜 21:00 - 21:54           | 同時ネット |
| 静岡県         | テレビ静岡（SUT）         | フジテレビ系列                               | 2015年4月14日 | 火曜 21:00 - 21:54           | 同時ネット |
| 富山県         | 富山テレビ（BBT）         | フジテレビ系列                               | 2015年4月14日 | 火曜 21:00 - 21:54           | 同時ネット |
| 石川県         | 石川テレビ（ITC）         | フジテレビ系列                               | 2015年4月14日 | 火曜 21:00 - 21:54           | 同時ネット |
| 福井県         | 福井テレビ（FTB）         | フジテレビ系列                               | 2015年4月14日 | 火曜 21:00 - 21:54           | 同時ネット |
| 中京広域圏     | 東海テレビ（THK）         | フジテレビ系列                               | 2015年4月14日 | 火曜 21:00 - 21:54           | 同時ネット |
| 島根県・鳥取県 | 山陰中央テレビ（TSK）     | フジテレビ系列                               | 2015年4月14日 | 火曜 21:00 - 21:54           | 同時ネット |
| 岡山県・香川県 | 岡山放送（OHK）           | フジテレビ系列                               | 2015年4月14日 | 火曜 21:00 - 21:54           | 同時ネット |
| 広島県         | テレビ新広島（TSS）       | フジテレビ系列                               | 2015年4月14日 | 火曜 21:00 - 21:54           | 同時ネット |
| 愛媛県         | テレビ愛媛（EBC）         | フジテレビ系列                               | 2015年4月14日 | 火曜 21:00 - 21:54           | 同時ネット |
| 高知県         | 高知さんさんテレビ（KSS） | フジテレビ系列                               | 2015年4月14日 | 火曜 21:00 - 21:54           | 同時ネット |
| 福岡県         | テレビ西日本（TNC）       | フジテレビ系列                               | 2015年4月14日 | 火曜 21:00 - 21:54           | 同時ネット |
| 佐賀県         | サガテレビ（STS）         | フジテレビ系列                               | 2015年4月14日 | 火曜 21:00 - 21:54           | 同時ネット |
| 長崎県         | テレビ長崎（KTN）         | フジテレビ系列                               | 2015年4月14日 | 火曜 21:00 - 21:54           | 同時ネット |
| 熊本県         | テレビ熊本（TKU）         | フジテレビ系列                               | 2015年4月14日 | 火曜 21:00 - 21:54           | 同時ネット |
| 大分県         | テレビ大分（TOS）         | 日本テレビ系列 フジテレビ系列                | 2015年4月14日 | 火曜 21:00 - 21:54           | 同時ネット |
| 宮崎県         | テレビ宮崎（UMK）         | フジテレビ系列 日本テレビ系列 テレビ朝日系列 | 2015年4月14日 | 火曜 21:00 - 21:54           | 同時ネット |
| 鹿児島県       | 鹿児島テレビ（KTS）       | フジテレビ系列                               | 2015年4月14日 | 火曜 21:00 - 21:54           | 同時ネット |
| 沖縄県         | 沖縄テレビ（OTV）         | フジテレビ系列                               | 2015年4月14日 | 火曜 21:00 - 21:54           | 同時ネット |
| 青森県         | 青森放送(RAB)             | 日本テレビ系列                               | 2015年10月9日 | 金曜 0:57 - 1:54（木曜深夜） | 遅れネット |